# Robert Havemann

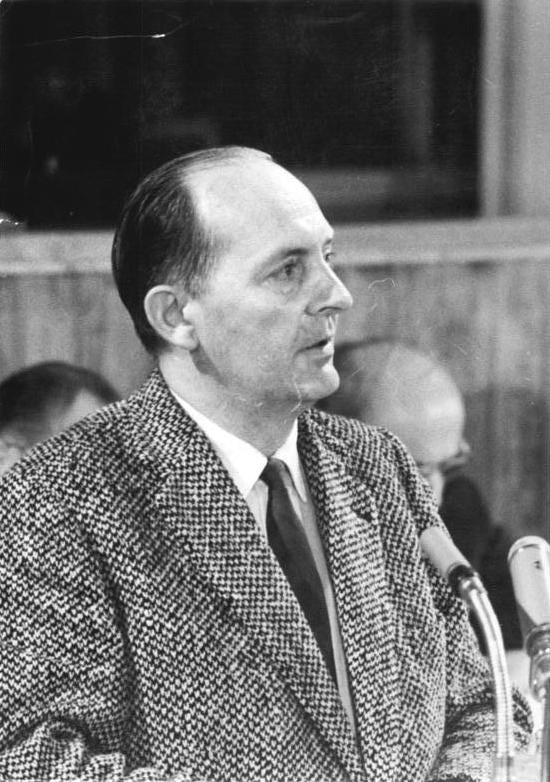
Robert Havemann, 1960 Abgeordneter der Volkskammer

Robert Hans Günther Havemann (* 11. März 1910 in München; † 9. April 1982 in Grünheide) war ein deutscher Chemiker, Kommunist, Widerstandskämpfer gegen den Nationalsozialismus (Rote Kapelle und Widerstandsgruppe Europäische Union) und Regimekritiker in der DDR.

## Leben und Werk

### Familie und Ausbildung
Robert Havemann war der Sohn der Kunstmalerin Elisabeth Havemann, geb. von Schönfeldt, und des Lehrers, Redakteurs und Schriftstellers Hans Havemann (1887–1985), der 1921 das dadaistische Stück Weltgericht: Die Tragödie der Urlaute AEIOU unter dem Pseudonym Jan van Mehan veröffentlichte und 1933 Mitglied der NSDAP wurde.
1929 begann Robert Havemann ein Studium der Chemie in München, wechselte 1931 nach Berlin und schloss dort 1933 sein Studium ab. Am 16. Oktober 1935 wurde er promoviert.
1934 heirateten Robert Havemann und Antje Hasenclever. 1947 wurde die Ehe geschieden. Zwei Jahre später heirateten Havemann und Karin von Trotha, geborene von Bamberg (* 1916). Diese Ehe wurde 1966 geschieden; ihr entstammen die Kinder Frank Havemann (* 1949), Florian Havemann (* 1952) und Sibylle Havemann (* 1955; sie hat zwei gemeinsame Kinder mit Wolf Biermann).
Von 1962 bis 1971 war Robert Havemann mit der Schriftstellerin Brigitte Martin liiert. Er ist der Vater ihrer beiden Töchter.
Am 26. April 1974 heirateten Robert Havemann und Annedore (Katja) Grafe.

### NS-Diktatur
1933 begann er bei dem Kolloidforscher Herbert Freundlich eine Dissertation über „Ideale und reale Eiweißlösungen“ am Kaiser-Wilhelm-Institut für Physikalische Chemie und Elektrochemie. Bereits vor der Machtübernahme der Nationalsozialisten trat Havemann der späteren Widerstandsgruppe Neu Beginnen bei. Freundlich emigrierte aufgrund des antisemitischen Arierparagraphen Ende Juli 1933 und Havemann verließ, wie alle anderen noch verbliebenen Mitarbeiter, das Institut nach einer Umstrukturierung. Zuvor denunzierte er im Sommer 1933 das Vorhaben Freundlichs, sich einige mit Geldern der Rockefeller-Stiftung erstandene Apparate am KWIpCh durch Fritz Haber und Max Planck ins Exil nach London nachschicken zu lassen. Das Vorhaben wurde dadurch verzögert. Dank eines DFG-Stipendiums wurde er 1935 aufgrund einer erfolgreich verteidigten physikalisch-chemischen Dissertation in Berlin promoviert.
Danach arbeitete Havemann von 1937 bis 1943 an einer wissenschaftlichen Arbeit zu einem Giftgas-Projekt des Heereswaffenamtes und habilitierte sich im März 1943.
1943 initiierte Havemann die Widerstandsgruppe „Europäische Union“. Über seinen Neffen Wolfgang Havemann stand er auch in regelmäßigem Kontakt mit Arvid Harnack und anderen aus der Berliner Roten Kapelle. Infolge einer Denunziation verhaftete ihn die Gestapo am 5. September 1943 in Berlin und inhaftierte ihn zunächst im Gestapo-Gefängnis in der Prinz-Albrecht-Straße 8 und später im Zuchthaus Brandenburg-Görden, wo er seine Forschungsarbeit in einem eigens für ihn hergerichteten Laboratorium fortsetzte. Am 16. Dezember 1943 wurde er vom Volksgerichtshof unter Roland Freisler wegen Hochverrats zum Tode verurteilt. Durch die Fürsprache mehrerer Behörden, insbesondere von Professor Wolfgang Wirth, Oberstarzt beim Heereswaffenamt, konnte für Havemann bis Kriegsende mehrmals ein Aufschub der Urteilsvollstreckung erreicht werden. Dabei wurde argumentiert, Havemann werde für „kriegswichtige“ Forschung benötigt. Während des Krieges wurde er aus den Vereinigten Staaten durch Gerhard Bry (1911–1996) mit wissenschaftlichen Publikationen und Lebensmittelsendungen versorgt. Während der Schlacht um Berlin befreite ihn die Rote Armee am 27. April 1945.

### Leben zwischen 1945 und 1965

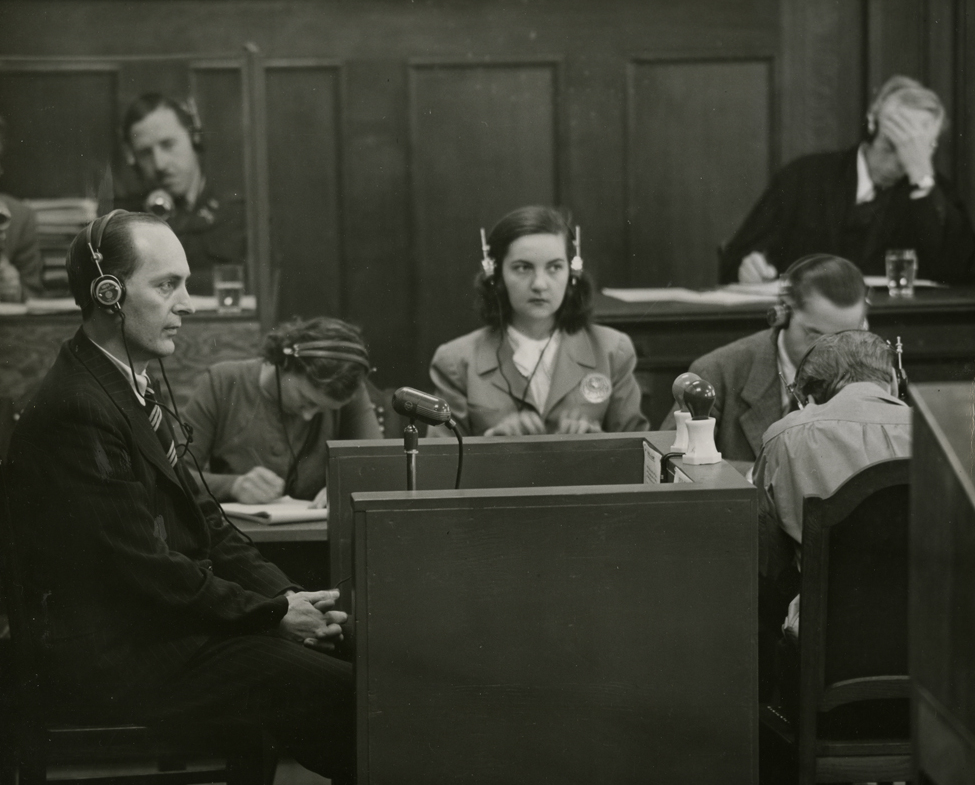
Robert Havemann als Zeuge der Anklage während des Nürnberger Juristenprozesses am 10. April 1947

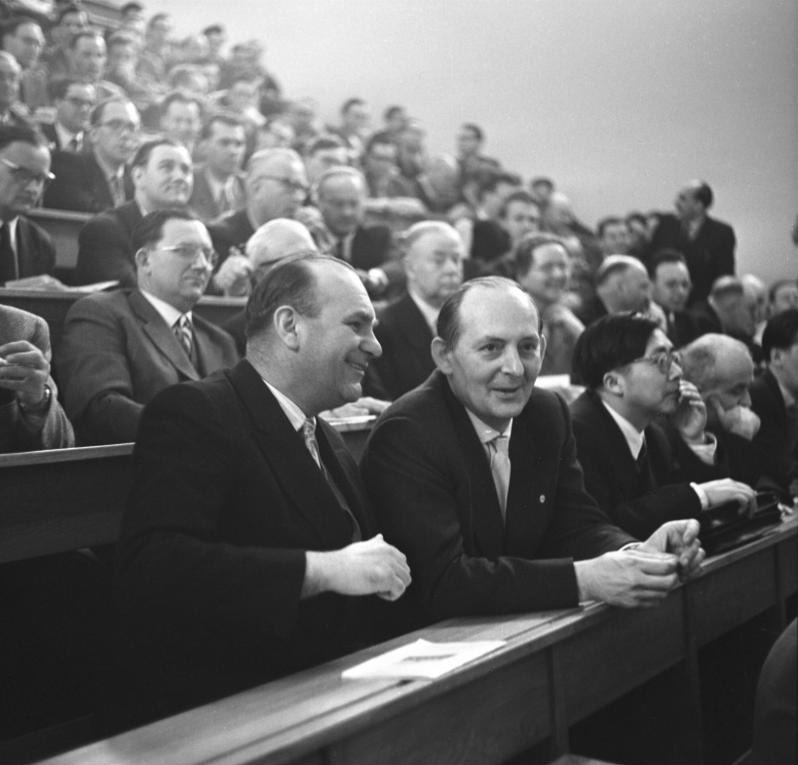
Robert Havemann (vordere Reihe, 2. von links) im Gespräch mit Heinz Barwich bei der Jahrestagung der Physikalischen Gesellschaft in der DDR 1958

1945 übertrug man ihm die Leitung des Kaiser-Wilhelm-Institutes für Physikalische Chemie und Elektrochemie, des heutigen Fritz-Haber-Instituts der Max-Planck-Gesellschaft, in Berlin-Dahlem und die Leitung aller in Berlin verbliebenen Kaiser-Wilhelm-Institute. Aus dieser Position heraus entwickelte er einen Plan zur Rettung der in Berlin verbliebenen Kaiser-Wilhelm-Institute, den der Bildungsreformer Fritz Karsen aufgriff und darauf aufbauend den Plan für eine Deutsche Forschungshochschule entwickelte.
Am 10. April 1947 sagte Havemann als Zeuge der Anklage im Nürnberger Juristenprozess gegen Ernst Lautz aus.
Im Herbst 1947 ging die Zuständigkeit für die Dahlemer Kaiser-Wilhelm-Institute von der Alliierten Kommandantur bzw. der ausführenden Gesamtberliner Stadtverwaltung auf den amerikanischen Stadtkommandanten über. Dieser verfügte im Januar 1948 Havemanns Entlassung als Leiter der Berliner Kaiser-Wilhelm-Gesellschaft, des Dachverbands der Institute. „Die amerikanische Militärregierung begründete diesen Schritt damit, dass er das vom Alliierten Kontrollrat erlassene ‚Gesetz zur Regelung und Überwachung der naturwissenschaftlichen Forschung‘ (Gesetz Nr. 25) nur unzureichend befolgt hätte.“ Seine Stelle als Leiter der Abteilung für Kolloidchemie und Biomedizin am Kaiser-Wilhelm-Institut für Physikalische Chemie und Elektrochemie durfte er bis zu seinem Ausscheiden im Jahre 1950 behalten.
Im Januar 1950 erhielt Robert Havemann wegen seiner Agitation gegen die Wasserstoffbombe der USA Berufsverbot und Hausverbot, das der für Volksbildung zuständige Stadtrat Walter May (SPD) unter anderem wie folgt begründete:

„Ich habe mit Bedauern festgestellt, daß Sie das Neue Deutschland zu Ihrem Publikationsorgan gewählt haben (s. Aus. 5.2.50), d. h. die Berliner Tageszeitung, die systematisch die freiheitliche Bevölkerung Berlins und ihre Körperschaften mit Schmutz bewirft. Besonders die Einleitung Ihres Aufsatzes zeigt eine auffallende Anpassung an die im Neuen Deutschland übliche Terminologie.
Ich kann nur einen von Ihnen bewußt herbeigeführten Affront erblicken, mit dem Sie das Vertrauen zerstören, das ich als Voraussetzung für Ihre Tätigkeit an einem Dahlemer Institut für unerläßlich halte.“

Noch im gleichen Jahr wurde er zum Direktor des Instituts für Physikalische Chemie an der Humboldt-Universität in Ost-Berlin und zum Ordinarius für Physikalische Chemie ernannt. 1951 trat er der SED bei. Bei dieser Gelegenheit deklarierte man rückwirkend eine Parteimitgliedschaft Havemanns in der KPD seit 1932.
Von 1946 bis 1963 arbeitete Havemann mit dem KGB, dem Ministerium für Staatssicherheit und der Armeeaufklärung der DDR zusammen. So lieferte er als „Geheimer Informator“ (GI, Deckname „Leitz“) der Staatssicherheit bei 62 Treffen mit seinem Führungsoffizier mehr als 140 Einzelinformationen – darunter an 19 Treffen auch belastende personenbezogene Angaben. Dies geht aus einer 2005 erschienenen Studie der Bundesbehörde für die Unterlagen des Staatssicherheitsdienstes der ehemaligen DDR hervor, die erstmals im Detail die Inhalte und Intensität der bereits seit den 1990er Jahren öffentlich bekannten inoffiziellen Stasi-Mitarbeit Havemanns untersucht. Havemann hatte demnach den Auftrag, über Stimmungen im ostdeutschen Wissenschaftsbetrieb zu berichten, und wurde gezielt auf westdeutsche Wissenschaftler angesetzt. In seinen Berichten belastete er unter anderem DDR-Wissenschaftler mit Aussagen über deren eventuelle Absicht, aus der DDR zu fliehen. Ingeborg Rapoport verdächtigte Havemann zudem, an einer Intrige beteiligt gewesen zu sein, die zur Verhaftung und Ausweisung Walter Hollitschers aus der DDR geführt habe.
Er war Mitglied im Wissenschaftlichen Rat für die friedliche Anwendung der Atomenergie. 1950–1963 war er Mitglied der Volkskammer der DDR und wurde 1959 mit dem Nationalpreis der DDR ausgezeichnet. Seit 1950 war er Mitglied des Deutschen Friedenskomitees (später Friedensrat der DDR) und besuchte zusammen mit Gerald Götting im Januar 1960 Albert Schweitzer in Gabun.

### Ausschluss aus der SED 1964

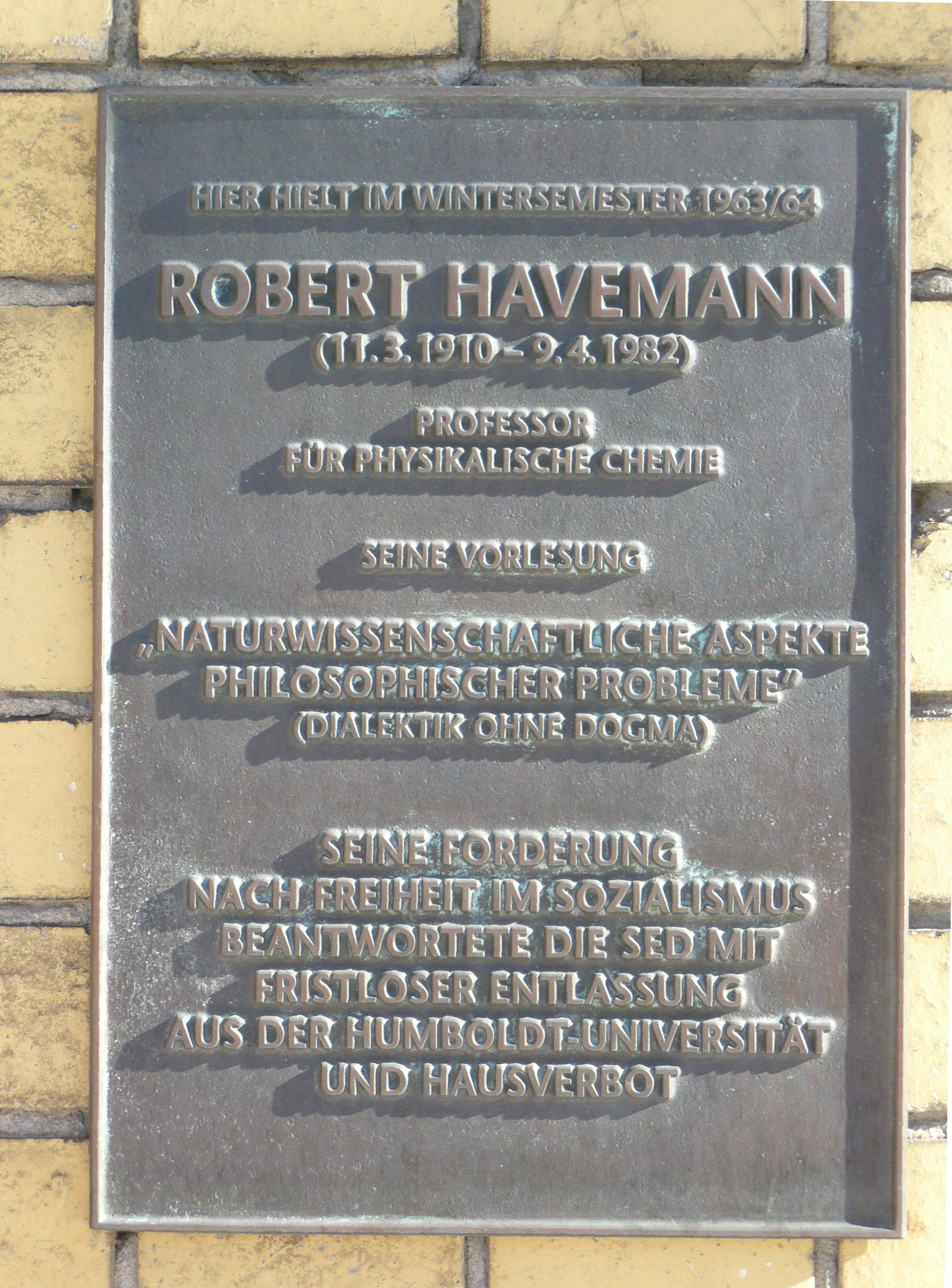
Gedenktafel zu Havemanns Vorlesung ab 1963 am heutigen Emil-Fischer-Hörsaal der Humboldt-Universität in der Hessischen Straße, Berlin-Mitte

Im Wintersemester 1963/1964 hielt Havemann an der Humboldt-Universität eine Vorlesungsreihe mit dem Thema Naturwissenschaftliche Aspekte philosophischer Probleme (veröffentlicht in der Bundesrepublik unter dem Titel: Dialektik ohne Dogma?). In der Bundesrepublik erschien ein kritisches Zeitungs-Interview mit ihm. Daraufhin wurde am 12. März 1964 eine außerordentliche Mitgliederversammlung der SED-Parteiorganisation an der Ostberliner Humboldt-Universität einberufen. Diese beschloss, Havemann aus der Partei auszuschließen, da er „unter der Flagge des Kampfes gegen den Dogmatismus von der Linie des Marxismus-Leninismus“ abgewichen sei und sich des „Verrats an der Sache der Arbeiter- und Bauernmacht schuldig gemacht“ habe.
Das Staatssekretariat für das Hoch- und Fachschulwesen der DDR beschloss am 12. März 1964, Havemann seinen Lehrauftrag zu entziehen, und begründete dies am 13. März 1964 unter anderem wie folgt:

„Indem er öffentlich in Interviews mit westlichen Pressevertretern unsere Arbeiter- und Bauernmacht verleumdete und es nicht für unter seiner Würde hielt, sich der Publikationsorgane in Westdeutschland zu bedienen und damit die gegen die DDR gerichteten Pläne der Militaristen und Revanchisten zu unterstützen, hat er die mit seiner Berufung übernommene Verpflichtung und die gesetzlich festgelegten Pflichten eines Hochschullehrers der DDR gröblichst verletzt.“

Bereits Anfang Februar 1964 hatte die SED im Zusammenhang mit Havemanns philosophischer Vorlesungsreihe über das Thema Allgemeine Freiheit, Informationsfreiheit und Dogmatismus scharfe Vorwürfe gegen ihn erhoben. Zu diesen Vorwürfen und seiner Absicht bei der Vortragsreihe hatte Havemann am 6. März 1964 mit dem Hamburger Rechtsanwalt Karl-Heinz Neß (Ness) ein Gespräch geführt, das dieser angeblich unautorisiert der Zeitung Hamburger Echo als Interview verkaufte. Die Gesprächsnotiz wurde am 11. März 1964 veröffentlicht und von Havemann nachträglich dementiert.

### Verlust der Professur
Am 12. März 1964 berichtete die Londoner Times, Havemann habe einer Hamburger Abendzeitung in einem Interview gesagt, was in anderen sozialistischen Ländern an intellektueller Freiheit möglich sei, müsse auch in Ostdeutschland möglich sein. Seine Vorlesungen an der Humboldt-Universität hätten dem Zweck gedient, „die Exzesse der Stalin-Ära“ offen zu kritisieren. Havemann verlor 1965 seine Professur und wurde am 1. April 1966 aus der Akademie der Wissenschaften der DDR ausgeschlossen. Danach lebte er bis zu seinem Tod von einer Rente, die ihm von der DDR als Verfolgter des Nazi-Regimes zugesprochen wurde. In den Folgejahren veröffentlichte er in westdeutschen Medien zahlreiche SED-kritische Publikationen in Form von Zeitungsbeiträgen und Büchern (unter anderem Fragen Antworten Fragen; Robert Havemann: Ein deutscher Kommunist; Morgen).

### Hausarrest (1976 bis 1979)
1976 protestierte er gegen die Ausbürgerung seines Freundes, des regimekritischen Liedermachers Wolf Biermann, aus der DDR. Havemann tat dies in Form eines Appells an den Staatsratsvorsitzenden Erich Honecker, den er am 22. November 1976 im westdeutschen Nachrichtenmagazin Der Spiegel veröffentlichte.
Wegen der Sammlung von Nachrichten (§ 98 StGB-DDR) aufgrund von Havemanns Kontakten zu westdeutschen Medien verhängte das Kreisgericht Fürstenwalde, da eine Haftstrafe aufgrund seiner durch eine Tuberkuloseerkrankung bedingten Haftunfähigkeit ausgeschlossen war, am 26. November 1976 wegen „Aktivitäten […], die die öffentliche Sicherheit und Ordnung bedrohen“, eine unbefristete Aufenthaltsbeschränkung, was einem Hausarrest auf seinem Grundstück in der Burgwallstraße in Grünheide entsprach. Sein Haus und seine Familie (und auch die Familie seines Freundes Jürgen Fuchs, die er 1975 in sein Gartenhaus aufnahm) wurden rund um die Uhr vom Ministerium für Staatssicherheit überwacht. Nach drei Jahren wurde der Hausarrest zwar aufgehoben, doch die Überwachung wurde fortgesetzt. Die Staatssicherheit legte zudem eine Liste von über 70 DDR-Bürgern an, denen der Zutritt zum Haus Havemanns verwehrt wurde. Mit Diplomaten und Journalisten Kontakt aufzunehmen wurde Havemann ebenfalls untersagt. In der Bundesrepublik schlossen sich die der SED nahestehenden Marxistischen Blätter der Kritik an Havemann an und warfen ihm u. a. „trotzkistische[n] Auffassungen“ und eine pauschale Übertragung naturwissenschaftlicher Erkenntnisse auf gesellschaftspolitische Fragen vor.
Auch wurde 1979 ein Strafverfahren wegen „Devisenvergehen“ eröffnet. Dies diente hauptsächlich der Unterdrückung von Havemanns Veröffentlichungen in der Bundesrepublik Deutschland und endete mit einem Strafbefehl zur Zahlung von 10.000 Mark. Havemanns Einspruch wurde zurückgewiesen.
1982 trat er gemeinsam mit dem Pfarrer Rainer Eppelmann im „Berliner Appell“ für eine unabhängige gesamtdeutsche Friedensbewegung ein.

### Tod

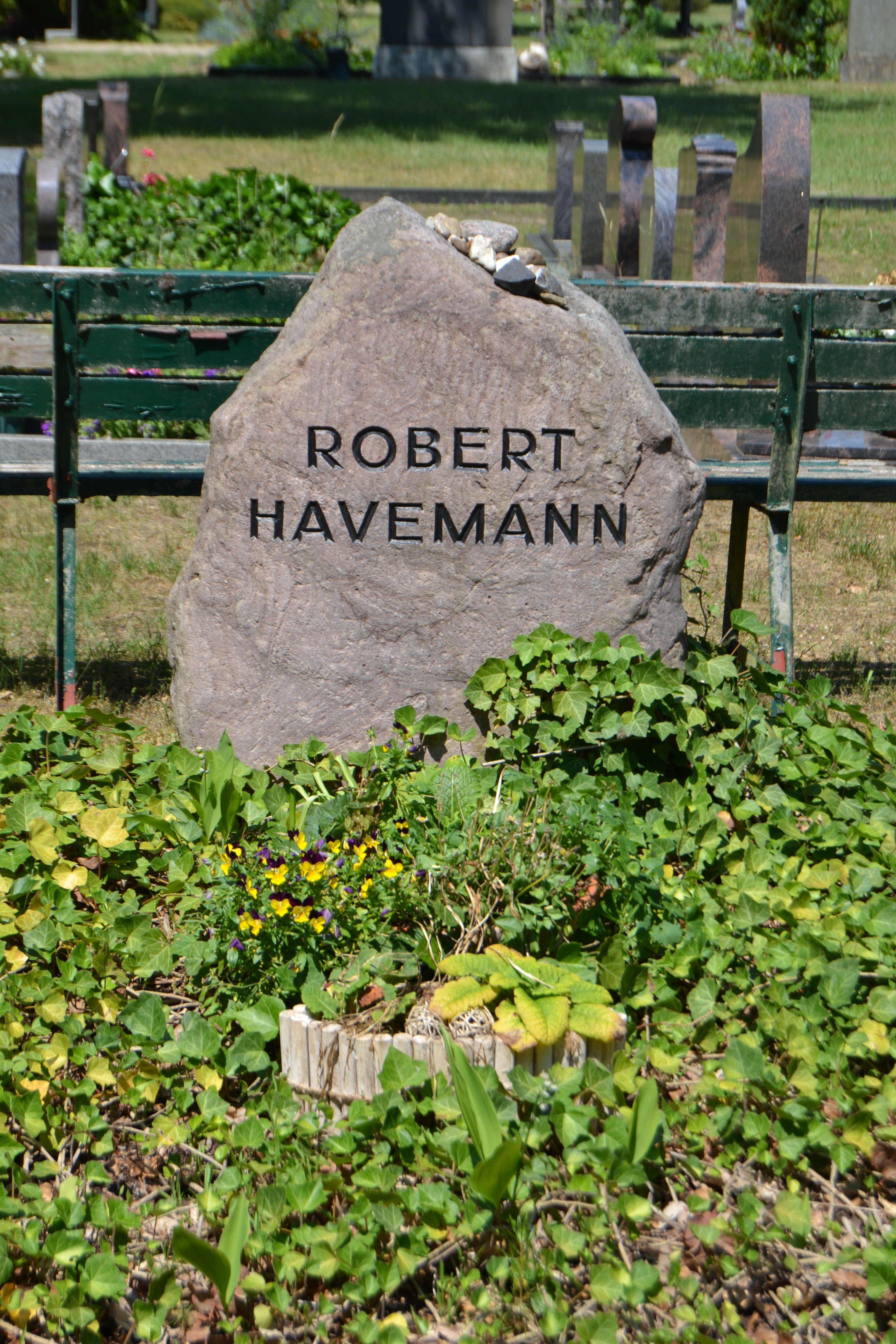
Havemanns Grab auf dem Waldfriedhof in Grünheide

Robert Havemann starb am 9. April 1982 in Grünheide und wurde auf dem Grünheider Friedhof bestattet. Die rund 250 Trauergäste seines Begräbnisses wurden im Rahmen der permanenten Überwachung ebenfalls fotografisch von der Staatssicherheit erfasst.
Am 28. November 1989 erfolgte durch die Zentrale Parteikontrollkommission (ZPKK) der SED seine postume Rehabilitierung. Im Jahr 2000 wurden zwei ehemalige DDR-Staatsanwälte aufgrund des Hausarrestes wegen Rechtsbeugung zu Haftstrafen verurteilt.

## Ehrungen

### Zu Lebzeiten
- Am 6. Mai 1955 erhielt Havemann den Vaterländischen Verdienstorden in Silber.
- 1959 wurde ihm der Nationalpreis II. Klasse der DDR verliehen, eine der höchsten Auszeichnungen für Wissenschaftler.
- 1961 Wahl zum korrespondierenden Mitglied der Deutschen Akademie der Wissenschaften (der späteren Akademie der Wissenschaften der DDR)[32]
- 1961 Johannes-R.-Becher-Medaille[32]

### Postum
- Am Gebäude des ehemaligen Instituts für Chemie der Berliner Humboldt-Universität in Berlin-Mitte wurde eine Gedenktafel angebracht, die über Havemanns Lehrtätigkeit an diesem Ort informiert.
- Im März 1991 wurde in Gera im Neubaugebiet Bieblach-Ost die Dr.-Hans-Loch-Straße in Robert-Havemann-Straße umbenannt.[33]
- Am 31. Januar 1992 wurde die Erich-Glückauf-Straße in Berlin-Marzahn in Havemannstraße umbenannt.[34]
- Im Haus der Demokratie und Menschenrechte in Berlin-Prenzlauer Berg ist der größte Konferenzsaal nach Robert Havemann benannt.[35]
- In Berlin-Karow wurde das Robert-Havemann-Gymnasium, das 1991 zuerst als Oberschule bezogen wurde, nach ihm benannt.
- Seit 1999 ist Robert Havemann Ehrenbürger von Grünheide (Mark). Er ist auf dem Waldfriedhof in Grünheide (Mark) beerdigt.
- 2005 erhielt er den Titel Gerechter unter den Völkern der Gedenkstätte Yad Vashem wegen seiner Mitgliedschaft in der Widerstandsgruppe „Europäische Union“.[36] Die Union hatte Juden versteckt, um sie vor der Deportation zu bewahren, von 1942 an unterstützte sie auch ausländische Zwangsarbeiter.

## Werke (Auswahl)
- 1951: Atomtechnik geheim? Hrsg. vom Dt. Friedenskomitee und der Kammer der Technik. Verlag Technik, Berlin 1951, 31 S., Abb., DNB 573694060
- 1957: Einführung in die chemische Thermodynamik. Hrsg. von Franz X. Eder und Robert Rompe. Deutscher Verlag der Wissenschaften, Berlin 1957, 296 S., 95 Abb., DNB 451876849
- 1964: Dialektik ohne Dogma? Naturwissenschaft und Weltanschauung. Rowohlt, Reinbek 1964. Erweiterte Ausgabe 1990, hrsg. von Dieter Hoffmann und mit einem Essay von Hartmut Hecht. Dt. Verlag der Wissen., Berlin 1990, ISBN 3-326-00628-4.
- 1970: Fragen, Antworten, Fragen. Aus der Biographie eines dt. Marxisten. Piper, 1970, ISBN 3-492-01860-2. rororo 1972, ISBN 3-499-11556-5. Aufbau 1990, ISBN 3-351-01775-8.
- 1971: Rückantworten an die Hauptverwaltung ›Ewige Wahrheiten‹. Hrsg. Hartmut Jäckel. Piper 1971. Erweitert: 287 S., Dt. Verlag der Wissen., 1990, ISBN 3-326-00657-8.
- 1976: Berliner Schriften. Aufsätze, Interviews, Gespräche und Briefe aus den Jahren 1969 bis 1976. Hrsg. von Andreas W. Mytze. europäische ideen, Berlin 1976.
- 1976: Über Zensur und Medien. DeutschlandArchiv 1976, S. 798–800.
- 1978: Ein deutscher Kommunist. Rückblicke und Perspektiven aus der Isolation. Hrsg. von Manfred Wilke. Reinbek, Rowohlt 1978.
- 1980: Morgen. Die Industriegesellschaft am Scheideweg. Kritik und reale Utopie. Piper-Verlag 1980, ISBN 3-492-02617-6. Kopenhagen 1981, DNB 368960064. Stockholm 1981, DNB 368960072. Fischer-TB 1982, ISBN 3-596-23472-7. Mitteldeutscher Verlag 1990, ISBN 3-354-00702-8. Edition Zeitsprung 2010, ISBN 978-3-8391-3657-7.[37]
- 1990: Die Stimme des Gewissens. Texte eines deutschen Antistalinisten. Hrsg. von Rüdiger Rosenthal. Rowohlt, Reinbek 1990, 224 S., ISBN 3-499-12813-6.
- 1990: Warum ich Stalinist war und Antistalinist wurde. Texte eines Unbequemen. Hrsg. von Dieter Hoffmann und Hubert Laitko. Dietz, Berlin 1990, ISBN 978-3-320-01614-2.
- 2007: Werner Theuer: Robert Havemann Bibliographie. Im Auftrag der Robert-Havemann-Gesellschaft. Hrsg. und Anhang Bernd Florath. Akademie, Berlin 2007, ISBN 3-05-004183-8, ISBN 978-3-05-004183-4 (Für die Jahre ab 1945 wird auch eine Auswahl von Sekundärliteratur über H. aufgeführt. Der Anhang enthält bisher unveröffentlichte Texte und Dokumente aus der direkten Nachkriegszeit zur Deutschlandkonzeption R.Hs.)

## Film
- Nachdenken über Robert Havemann. (Alternativtitel: Naja, der Robert.) Dokumentation, BR Deutschland, 1991, 45 Min., Buch und Regie: Hans-Dieter Rutsch, Produktion: DEFA-Studio für Dokumentarfilme, DFF, WDR, Erstsendung: 3. Februar 1991 im DFF. Mit Interviews von Katja Havemann, Wolf Biermann, Horst Nieswandt, Hartmut Jäckel, Jürgen Fuchs, Brigitte Haeseler, Bärbel Bohley, Robert Jungk u. a.
- Widerspruch – Havemann und der Kommunismus. Dokumentation, BR Deutschland, 2014, 45 Min., Buch und Regie: Ute Bönnen und Gerald Endres, Produktion: Ute Bönnen – Gerald Endres Filmproduktion, Erstsendung: 21. Oktober 2014 im RBB.